# Iwan Boberski

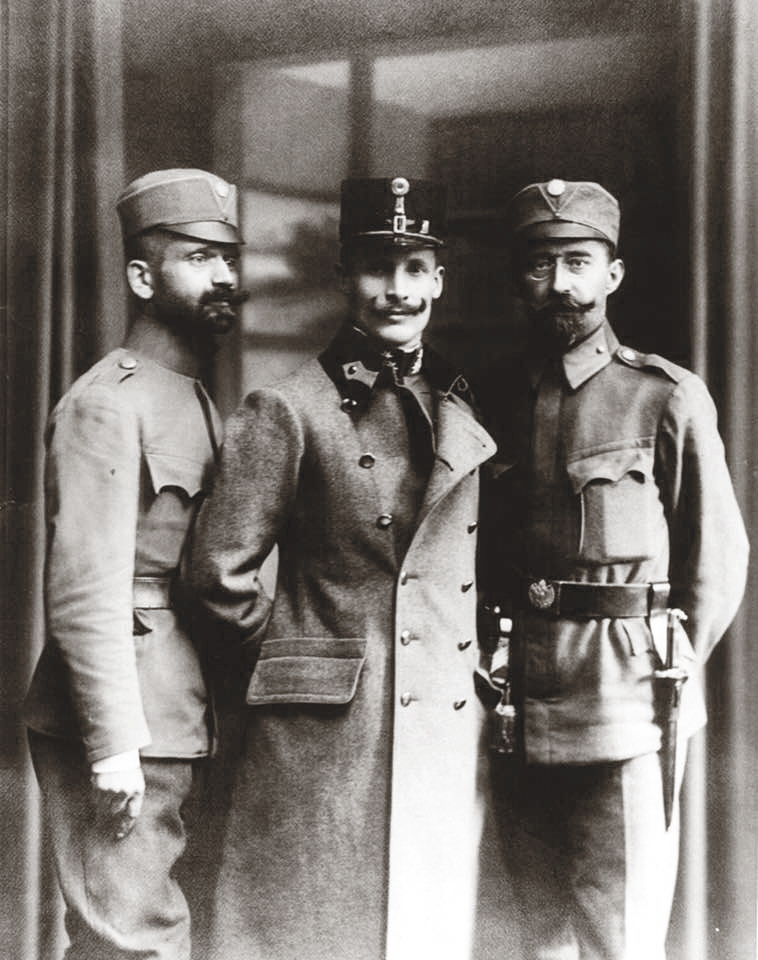
Iwan Boberski, Mychajło Wołoszyn i Longyn Cehelski w mundurach Strzelców Siczowych, 1918

Iwan Mykołajowycz Boberski (ukr. Іван Миколайович Боберський, ur. 14 sierpnia 1873 w Dobrohostowie, zm. 17 sierpnia 1947 w Tržiču) – ukraiński pedagog, teoretyk i praktyk kultury fizycznej. Propagator skautingu, współorganizator ukraińskiego ruchu skautowego Płast i twórca jego nazwy. Autor podręczników wychowania fizycznego, w latach 1908–1914 prezes stowarzyszenia Sokił (ukr. Сокіл). Członek Zarządu Wojskowego Legionu Ukraińskich Strzelców Siczowych (USS) i porucznik (ukr. четар) Ukraińskich Strzelców Siczowych (skarbnik Legionu). Pierwszy ukraiński popularyzator masowej kultury fizycznej, twórca ukraińskiej terminologii sportowej.

## Życiorys
Urodzony w rodzinie duchownego greckokatolickiego. Ukończył ukraińskie gimnazjum akademickie we Lwowie, następnie studiował na Uniwersytecie Lwowskim, Uniwersytecie Wiedeńskim i Uniwersytecie w Grazu. Podróżował następnie po Niemczech, Szwecji i Francji zapoznając się z osiągnięciami nowoczesnego wychowania fizycznego.
W 1900 powrócił do Lwowa i został wykładowcą języka niemieckiego i filologii klasycznej i nauczycielem wychowania fizycznego w ukraińskim gimnazjum akademickim. W 1901 utworzył koło nauczycielskie Sokoła, w 1908 wybrany na prezesa stowarzyszenia, funkcję pełnił do wybuchu I wojny światowej. W 1911 inicjator zakupu ze składek społeczności ukraińskiej parceli we Lwowie z przeznaczeniem na ukraiński plac sportowy i boisko. Podczas zjazdu ukraińskich sokołów wręczono mu wówczas honorową srebrną buławę.
W czasie I wojny światowej współorganizator Legionu Ukraińskich Strzelców Siczowych (USS), członek Zarządu Wojskowego i skarbnik Legionu. Wydał broszury: USS w Karpatach (ukr. УСС в Карпатах) i Śpiewnik USS (ukr. Збірник пісень УСС). Członek Głównej Rady Ukraińskiej, później Ogólnej Rady Ukraińskiej.
Po proklamacji Zachodnioukraińskiej Republiki Ludowej 1918–1919 kierownik wydziału prasy wojskowej i propagandy w sekretariacie państwowym spraw wojskowych ZURL. W listopadzie 1920, po klęsce ZURL w wojnie polsko-ukraińskiej i zakończeniu wojny polsko-bolszewickiej mianowany przez rząd emigracyjny ZURL w Wiedniu pełnomocnikiem rządu w Stanach Zjednoczonych i Kanadzie, dla organizacji wsparcia politycznego i finansowego dla ZURL. Brał czynny udział w życiu społecznym ukraińskiej diaspory, kontynuował działalność wydawniczą.
W 1932 powrócił do Europy, osiedlając się w miasteczku Tržič w Królestwie Jugosławii (Słowenia), skąd pochodziła jego żona, tam też zmarł na gruźlicę.